# Aeternum Vale
Aeternum Vale è il primo album in studio della one man band Doom:vs del 2006.

## Tracce
1. The Light That Would Fade – 9:28
2. Empire of the Fallen – 5:41
3. The Faded Earth – 8:01
4. Oblivion upon Us – 7:28
5. The Crawling Insects – 7:01
6. Aeternus – 12:26

## Formazione
- Johan Olof Ericson - Voce e tutti gli strumenti